# Ronald Rhoads
Ronald Rhoads (nascido em 7 de setembro de 1933) é um ex-ciclista olímpico estadunidense. Representou sua nação nos Jogos Olímpicos de Verão de 1952.
Sua mãe é a pioneira da aviação Doris Lockness.